# Abraham Ojanperä
Abraham Ojanperä, född 16 september 1859 i Limingo, död 26 februari 1916 i Limingo, var en finländsk operasångare (bas) och sångpedagog.
Ojanperä var en av Finlands främsta musikpersonligheter i det tidiga 1900-talet och betraktades som en hörnsten i finsk musikhistoria. Särskilt känd och omtyckt blev han som sångpedagog vid Helsingfors musikinstitut 1885–1915. Flera av hans elever blev framstående artister, men som sångare kom Ojanperä själv att falla i skuggan av den nya tidens stjärnor.

## Biografi

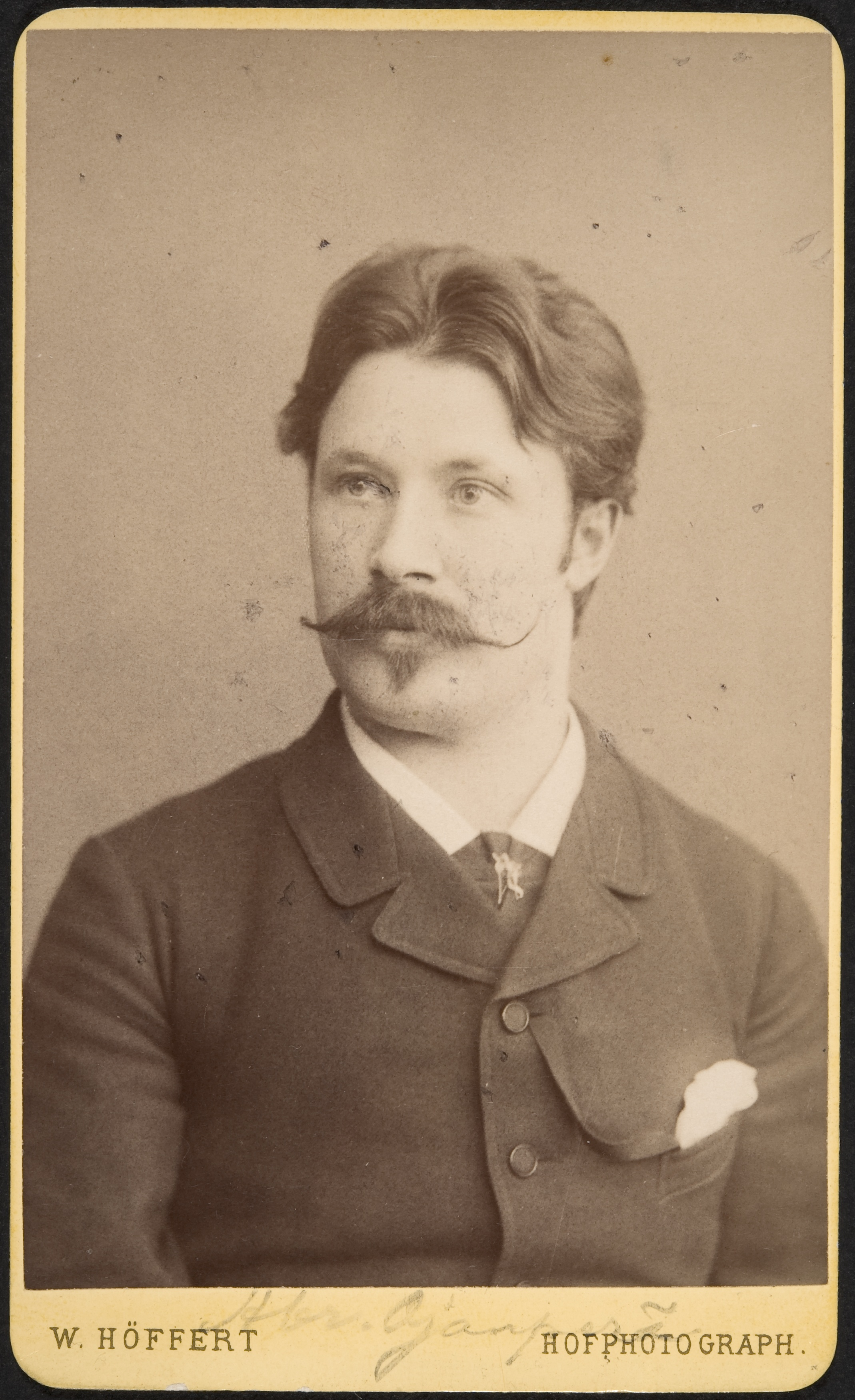
En ung Abraham Ojanperä som musikelev i Dresden 1882–1885.

### Tidiga år
Ojanperä var son till hemmansägaren Anders Ojanperä och Maria Ojanperä. Föräldrarna avled i tyfus när Abraham var liten, varför han huvudsakligen kom att uppfostras av farföräldrarna. Redan under folkskoletiden i Limingo upptäcktes hans fallenhet för musiken av klassföreståndaren Edla Soldan. Genom bidrag från kommuninvånarna kunde Ojanperä 1874 inleda studier vid seminariet i Jyväskylä, varifrån han erhöll sin lärarexamen 1878. Därefter arbetade han några år som sånglärare vid Helsingfors folkskola.

### Operasångaren
1879–1881 studerade han sång hos Emilie Mechelin och Naëmi Ingman-Starck i Helsingfors och fortsatte studierna hos Eugen Hildach vid konservatoriet i Dresden 1882–1885. Senare studerade han även i Berlin och Paris. 1890 gjorde han en studieresa till London och 1895–1896 bedrev han studier i Italien.
Sin debutkonsert gav Ojanperä på Helsingfors universitet 1882 och kom därefter att göra flera konserter runtom i Finland. Han konserterade även 1895 i Berlin, 1905 i Kristiania och senare en gång i Sankt Petersburg. Som operasångare i Finland var Ojanperä vid flera tillfällen med om att uppföra konserter med musikstycken av Mozart, Bach och Beethoven. Vid några sådana tillfällen uppträdde han med Helsingfors filharmoniska orkester.
Bland Ojanperäs operaroller märks kungen i Lohengrin, greve Luna i Trubaduren, Escamillo i Carmen, Wolfram i Tannhäuser, Wotan i Valkyrian, Valentin i Faust och en bondbaron i Guldkorset.
I mars 1912 firade Ojanperä trettio år som artist med en jubileumskonsert på Helsingfors universitet. Repertoaren bestod bland annat av Beethovens An die Ferne, Schuberts An die Musik, Holléns Nils Sture sjunger vid lutan, Oskar Merikantos Myrskylintu samt folksångerna Aallon kehtolaulu och Miksi laulan. De tyska verken var översatta till finska av Eino Leino. Till Ojanperäs besvikelse var publiken vid konserten mycket liten, men han fick stora applåder och goda recensioner i pressen. Blomsterkransar och hälsningstelegram skickades till Ojanperä av bland andra Heikki Klemetti och Suomen Laulu.
Förutom opera hade Ojanperä en stark kärlek för kyrkomusik. Sedan 1892 var han kantor vid Johanneskyrkan i Helsingfors, ett uppdrag som kostade honom mycket energi. Arbetsbördan var stor, särskilt efter att han anställdes som sångpedagog vid musikinstitutet. 1896 anställdes han dessutom som lärare i kyrkosång vid Helsingfors universitet. Vid sin jubileumskonsert 1912 sade Ojanperä på fråga om sina många uppdrag: "Mitt myckna arbete har icke [givit] mig tillfälle till ledighet annat än ytterst sparsamt. Ansträngande har det varit och det har kanske känts tyngre därför att jag ej en enda dag kunnat känna mig fullt ledig då jag ju under söndagarna är bunden [av] min tjänst i kyrkan."
Åren 1904–1908 gjorde Ojanperä 46 skivinspelningar med klassiska, finländska sånger av bland andra Merikanto, Karl Collan och Jean Sibelius. Flera inspelningar gjordes tillsammans med Oskar Merikanto.

### Sångläraren
1885 anställdes Ojanperä som pedagog i solosång vid Helsingfors musikinstitut, han blev därmed institutets första lärare i ämnet. Han innehöll tjänsten fram till 1915. Flera av Ojanperäs elever, de flesta kvinnliga, kom att bli framstående operasångare i Finland. Till dessa hör Ida Ekman, Maikki Järnefelt-Palmgren, Eino Rautavaara, Alma Kuula, Gerda Lind, Annikki Uimonen och Aino Haverinen. En annan av hans elever var vissångaren Pasi Jääskeläinen, som studerade för Ojanperä på 1890-talet. När studierna gick dåligt för Jääskeläinen, hade Ojanperä en gång sagt till honom, att om han kunde avlägga 20 000 mark och tio år på utbildningen, skulle han bli en duglig sångare.
Efter Ojanperäs död skrevs i Tidningen för musik följande om tiden som sångpedagog: "Abraham Ojanperä har som sångpedagog gjort en betydande insats i vårt musikliv. Hans verksamhet vid Musikinstitutet är av grundläggande karaktär. De flesta av våra främsta sångerskor och sångare har av honom erhållit sin första utbildning."

### Sista tiden

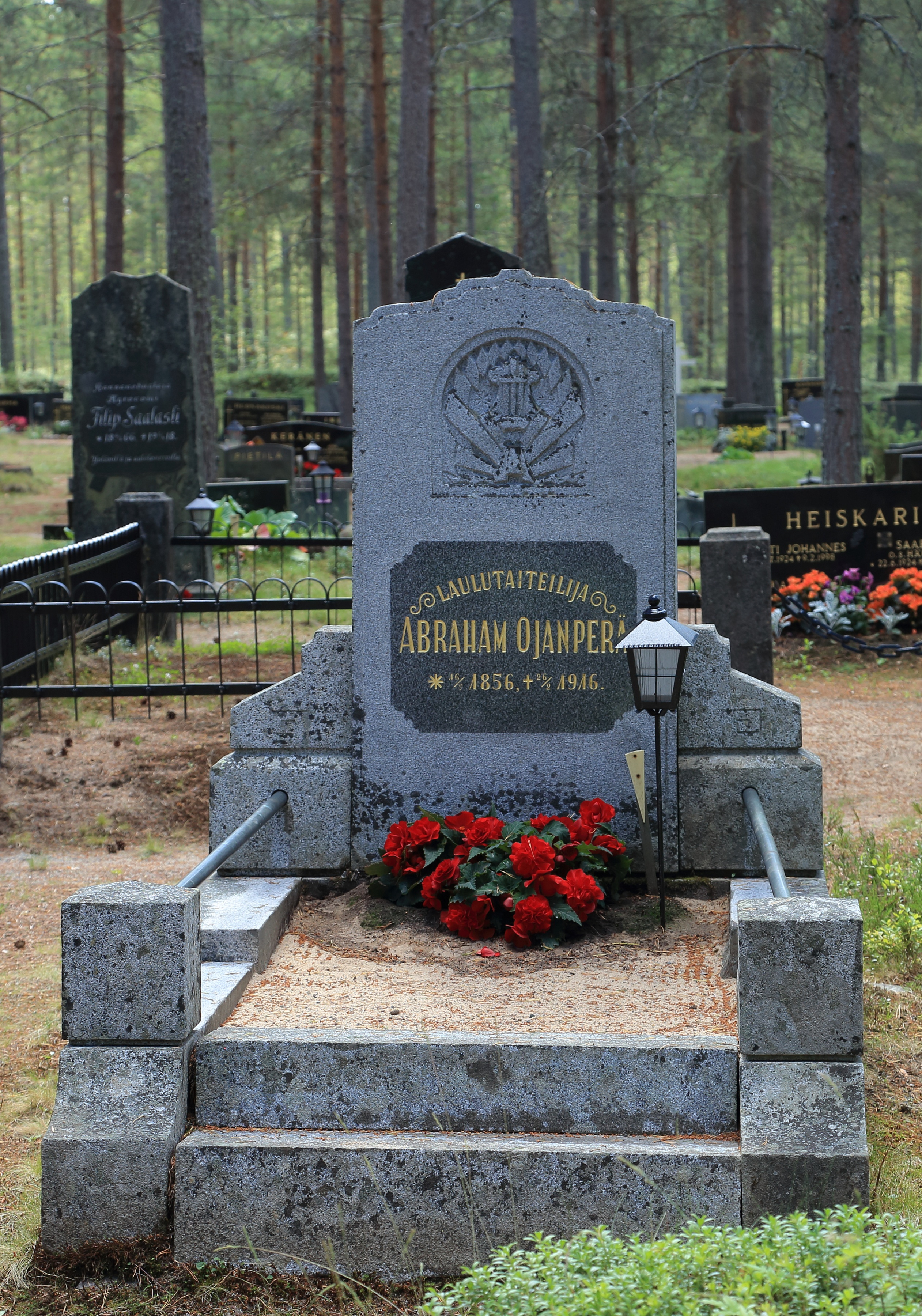
Abraham Ojanperäs grav på Rantakyläs kyrkogård i Limingo.

På 1910-talet började Ojanperäs hälsa svikta och han flyttade tillbaka till sitt barndomshem i Limingo. I november 1915 vårdades han för sockersjuka och den 26 februari 1916 avled han i sitt hem, 59 år gammal. Han var ogift och barnlös. Hans villa Aappola i Limingo, där han levde under större delen av sitt liv, är idag museum.
Begravningen i Limingo kyrka i mars 1916 förrättades av kyrkoherden Borg och pastor Strömmer. Tal hölls av kompositören Otto Kotilainen och hyllningstexter av Oskar Merikanto och Alfred Hihlman lästes upp.
Till Ojanperäs minne hölls den 9 april 1916 en festkonsert på Finska operan, sedermera Finlands nationalopera. Orkestermusik spelades under ledning av Robert Kajanus och Erkki Melartin och solonummer utfördes av Ojanperäs elever, till vilka hörde Annikki Uimonen, Erna Gräsbeck och Yrjö Somersalmi. Även Helsingfors stadsorkester medverkade gratis.

## Skivinspelningar

### 1904
- Kevätlinnuille etelässä
- Laulajapoika
- Minä olen yksin
- Miksi laulan
- Turvaton
- Vid slutet av sommaren

### 1905
- Aallon kehtolaulu
- Mun kanneltani kuule
- Kaipaus
- Linjaalirattaat
- Soldatgossen
- Vienan rannalla

### 1906
- Suomen laulu
- Suomen salossa
- Rauha teille (Am Tage aller Seelen)
- Sommardag i Kangasala
- Suomalaisen arvo
- Kreivin sylissä istunut
- Suomen valta
- Drömmen
- Joutsen
- Vaeltaja
- Tassin pyörteessä
- Don Juanin serenadi
- Onneton nuorukainen
- Hyljätyn valitus
- Veiviseren synger
- Hämäläisten laulu
- Läksin minä kesäyönä käymään
- Nuku rauhaton sydämein
- Savolaisen laulu
- Soi vienosti murheeni soitto
- Sövnen
- Toivoton rakkaus

### 1908
- Musiikille (An der Musik)
- Savo
- Ah ystäväin
- Laulu ihmisyydelle